# Colerne
Colerne är en ort och civil parish i Storbritannien.   Den ligger i grevskapet Wiltshire och riksdelen England, i den södra delen av landet, 150 km väster om huvudstaden London. Colerne ligger 164 meter över havet och antalet invånare är 2 564.
Terrängen runt Colerne är huvudsakligen platt, men åt sydväst är den kuperad. Colerne ligger uppe på en höjd. Runt Colerne är det ganska tätbefolkat, med 239 invånare per kvadratkilometer. Närmaste större samhälle är Bath, 9,8 km sydväst om Colerne. Trakten runt Colerne består till största delen av jordbruksmark.